# 何格高
何格高（1925年—）湖南平江爽口人，中华人民共和国工程师。

## 生平
何格高是中国国际工程咨询公司教授级高级工程师，曾主编《湘鄂赣三省水电规划》等著作。
1980年代，何格高参加三峡工程专题论证，任综合规划与水位组专家、综合经济评价组专家。何格高考虑到三峡工程是否会占用“全国为解决2000年前缺电局面正在建设或已经筹建的水、火、核电站”的建设资金。对于在提高经济效益下多发电的问题，何格高曾给出了一个上马三峡工程和建设溪洛渡、向家坝、枸皮滩三个水电站的比较方案，他经计算后表示，三个水电站比三峡工程可以多获得保证出力（指水电站多年运行所能提供的具备一定保证率的电力）100万千瓦，年发电量达到67.8亿千瓦小时，而移民数则比三峡工程减少99万人，淹地减少33.7万亩。该比较方案获得综合经济评价组另外两位拒绝签字的专家郭来喜、黄元镇认同。何格高是拒绝在三峡工程最后的论证结论上签字的人之一。未在最后论证结论上签字者有：
- 防洪论证组顾问：陆钦侃（水利电力部水利部规划局副总工程师）
- 防洪论证组专家：方宗岱（中国水利水电科学研究院咨询）
- 综合经济评价组专家：郭来喜（中国科学院国家计委地理研究所研究员）
- 综合经济评价组专家：黄元镇（中国水利水电建设工程咨询公司副董事长）
- 综合规划与水位组专家、综合经济评价组专家：何格高（国家计委中咨公司）
- 移民组专家：李玉光（国家土地管理局建设用地司总工程师）
- 移民组地方官员代表：廖文权（四川开县移民办公室主任）
- 生态与环境论证组顾问：侯学煜（中国科学院植物研究所研究员、全国人大常委会委员）
- 生态与环境论证组专家：陈昌笃（北京大学教授）
- 电力组专家、综合规划与水位组顾问：覃修典（中国水利水电科学研究院咨询）
- 电力组专家：伍宏中（中国水利水电规划设计院主任工程师）
- 电力组专家：程学敏（水利电力部外事司咨询）